# Parafia Najświętszego Serca Pana Jezusa w Greenfield
Parafia Najświętszego Serca Pana Jezusa w Greenfield (ang. Sacred Heart Parish) – parafia rzymskokatolicka  położona w Greenfield, Massachusetts, Stany Zjednoczone.
Była jedną z wielu etnicznych, polonijnych parafii rzymskokatolickich w Nowej Anglii.
Nazwa parafii była związana z kultem Najświętszego Serca Pana Jezusa.
Ustanowiona w 1912 roku. Parafia zamknięta w 2009 roku i połączona z parafią Matki Boskiej Częstochowskiej w Turners Falls.